# Ryszard Gerlach
Ryszard Gerlach (ur. 1955) – polski pedagog, dr hab. nauk humanistycznych, profesor i kierownik Katedry Pedagogiki Pracy i Andragogiki Wydziału Pedagogiki Uniwersytetu Kazimierza Wielkiego.

## Życiorys
15 maja 1986 obronił pracę doktorską Doskonalenia zawodowe pracujących we współczesnym zakładzie przemysłowym, 9 listopada 1999 habilitował się na podstawie pracy zatytułowanej Nauczyciel w pozaszkolnych formach oświaty zawodowej w Polsce. 19 lutego 2014 nadano mu tytuł profesora w zakresie nauk społecznych. Objął funkcję profesora nadzwyczajnego w Państwowej Wyższej Szkole Zawodowej w Ciechanowie oraz w Instytucie Pedagogiki na Wydziale Pedagogiki i Psychologii Uniwersytetu Kazimierza Wielkiego.
Piastuje stanowisko profesora i kierownika Katedry Pedagogiki Pracy i Andragogiki oraz dziekana Wydziału Pedagogiki Uniwersytetu Kazimierza Wielkiego.
Jest członkiem Komitetu Nauk Pedagogicznych na I Wydziale Nauk Humanistycznych i Społecznych Polskiej Akademii Nauk.
Był dyrektorem w Instytucie Pedagogiki na Wydziale Pedagogiki i Psychologii Uniwersytetu Kazimierza Wielkiego.